# Antigua Clínica Vilanova
La Antigua Clínica Vilanova es un edificio de Andorra la Vieja, en Andorra, protegido como bien inmueble inventariado desde el año 2004 por su significación en la arquitectura de granito del principado. Está situado en el número 2 de la plaza Príncip Benlloch, junto a la avenida Meritxell, en el ángulo que separa las plazas Príncip Benlloch y Rebés.

## Descripción
Su construcción se inició a finales de los años treinta del siglo XX, pero no se acabó hasta muy entrada la década del 1940 siguiendo las líneas de la arquitectura de granito. Se trata de una construcción cuadrangular, de cinco plantas, con la cubierta a cuatro vertientes. Las tres primeras plantas están revestidas totalmente con paramento de granito, dispuesto en forma de nido de abeja en la planta baja y en filas rectangulares en los pisos superiores. En la planta baja las aperturas tienen el dintel en arco de medio punto, mientras que en los pisos las ventanas están cerradas por un dintel rectangular sobre el cual un elemento decorativo imita un arco de descarga.
Presenta el interés histórico de haber sido el primer edificio del país concebido como edificio hospitalario.